# Clara Smith
Clara Smith (* um 1894 in Spartanburg County, South Carolina; † 2. Februar 1935 in Detroit, Michigan) war eine populäre US-amerikanische Blues-Sängerin. Sie war bekannt als „the Queen of the Moaners“.
Ab etwa 1910 arbeitete Clara Smith in afroamerikanischen Musiktheatern und Zeltshows. Vor 1920 war sie eine der Zugnummern im Lyric Theater in New Orleans und im T. O. B. A. Circuit.
Ab 1923 wohnte sie in New York City, wo sie in Kabaretts und Speakeasys auftrat. Im gleichen Jahr machte sie ihre ersten kommerziell erfolgreichen Aufnahmen für Columbia Records. Mit diesem Plattenlabel arbeitete sie bis 1932 zusammen. 1924 gelang ihr der einzige Top-30-Erfolg mit dem „Chicago Blues“; ihre Mitspieler waren Don Redman, Fletcher Henderson, Teddy Nixon, Elmer Chambers und Charlie Dixon. 122 Aufnahmen von Clara Smith sind überliefert, oft zusammen mit bekannten Kollegen, darunter Louis Armstrong, Bessie Smith, Lem Fowler und Lonnie Johnson.
1933 zog sie nach Detroit. Dort arbeitete sie bis zu ihrer Erkrankung Anfang 1935 in Musiktheatern. Sie starb kurz darauf im Krankenhaus an Herzversagen.